# Schwanengesang
Le Chant du cygne
Pour les articles homonymes, voir Le Chant du cygne (homonymie).
Le Chant du cygne D.957 (Schwanengesang, en allemand) est un recueil des quatorze derniers lieder du compositeur autrichien Franz Schubert (1797-1828), sur des poèmes allemands de Ludwig Rellstab, Heinrich Heine, et Johann Gabriel Seidl, publié à titre posthume en 1829 par son éditeur Tobias Haslinger.

## Histoire

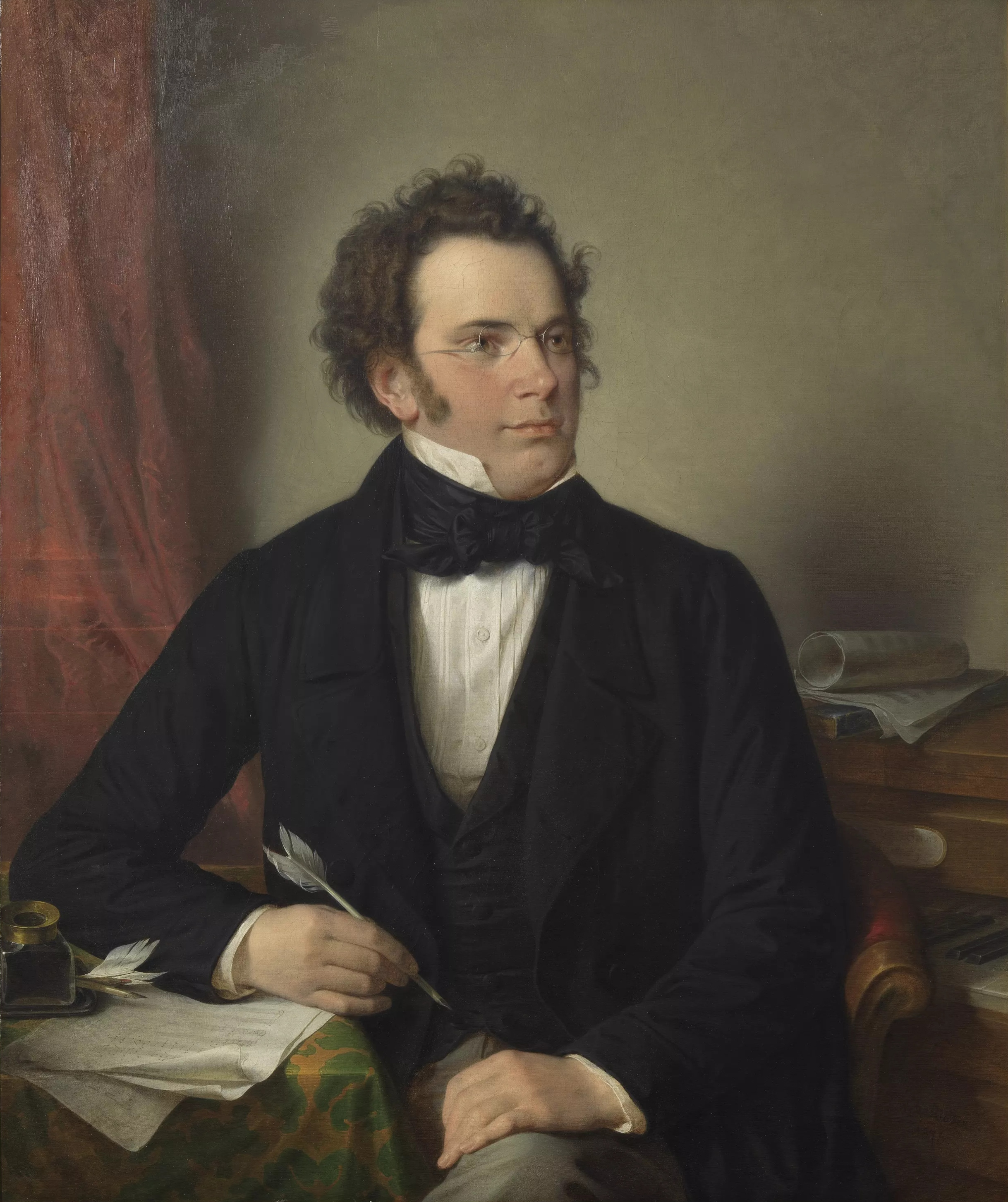
Franz Schubert en 1825

Franz Schubert compose ces quatorze derniers lieder de son œuvre « tardive » durant le dernier automne de sa vie, où il vit chez son frère Ferdinand Schubert à Vienne, avec qui il collabore pour composer, avant de disparaître précocement au mois de novembre à l'âge de 31 ans. Le recueil est ainsi nommé par Tobias Haslinger, son premier éditeur, qui souhaite probablement le présenter comme le testament artistique de Schubert, après plus de mille compositions de son catalogue Deutsch. Le titre du recueil fait référence au « chant du cygne » dernier chant merveilleux et tragique du cygne d'Apollon (Dieu de la mythologie grecque du chant, de la musique, de la poésie, des purifications, de la guérison, de la lumière, et du soleil) au moment où il sent qu'il va mourir.
Il réunit deux séries sans liens directs, puis ajoute un quatorzième lied, sans doute pour éviter le chiffre treize et terminer le recueil sur une note moins sombre. Il est donc difficile de trouver une unité dans ces lieder. Contrairement à ceux des deux autres cycles – La Belle Meunière possède une unité thématique liée à l'histoire qu'il raconte, qui donne à l'ensemble une cohérence musicale, tandis que les lieder du Voyage d'hiver sont unis par le souvenir et l'échec d'une autre histoire d'amour, et donc par le style, qui peut devenir sombre et dépressif, amenant alors une réflexion sur la mort et le néant – les lieder du Schwanengesang sont tour à tour légers et tranquilles (Frühlingssehnsucht, Die Taubenpost), dramatiques (Der Atlas), voire hallucinés (Die Stadt, Der Doppelgänger). Les thèmes abordés par les poèmes sont nombreux : le monde et la nature, les errances hallucinatoires du personnage, la nostalgie. Le style musical est très varié, passant de la mélancolie (Ihr Bild, Das Fischermädchen) au lyrisme élégiaque de Ständchen (Sérénade), de la noirceur décidée (Aufenthalt, Der Atlas, Die Stadt) au ton joyeux et léger de Abschied (Adieu) et du merveilleux Die Taubenpost (Le Pigeon voyageur), qui clôt le recueil et est souvent considéré comme la dernière composition de Schubert.

## Lieder du recueil
Poèmes de Ludwig Rellstab :
1 – Liebesbotschaft (« Message d'amour »)
2 – Kriegers Ahnung (« Le pressentiment du guerrier »)
3 – Frühlingssehnsucht (« Désir du printemps »)
4 – Ständchen (« Sérénade »)
5 – Aufenthalt (« Séjour »)
6 – In der Ferne (« Dans le lointain »)
7 – Abschied (« Adieu »)
Poèmes de Heinrich Heine :
8 – Der Atlas (« Atlas »)
9 – Ihr Bild (« Son image »)
10 – Das Fischermädchen (« La fille du pêcheur »)
11 – Die Stadt (« La ville »)
12 – Am Meer (« Au bord de la mer »)
13 – Der Doppelgänger (« Le double »)
Poème de Johann Gabriel Seidl
14 – Die Taubenpost (« Le pigeon voyageur ») D 965a

## Discographie sélective
- Dietrich Fischer-Dieskau, baryton, Gerald Moore, piano. (EMI, 1951-1958)[1]
- Hans Hotter, baryton-basse, Gerald Moore, piano. (EMI classics References 1954)
- Dietrich Fischer-Dieskau, baryton, Gerald Moore, piano. (EMI, 1972)
- Dietrich Fischer-Dieskau, baryton, Alfred Brendel, piano. (EMI, 1982)
- Ernst Haefliger, ténor, Jörg Ewald Dähler, Hammerflügel, (Claves Records, 1986)
- Peter Anders, ténor, Michael Raucheisen, piano. (Pilz/Acanta, 1988), 9 lieder
- Olaf Bär, baryton, Geoffrey Parsons, piano. (EMI classics, 1989)
- José van Dam, baryton-basse, Valeri Afanassiev, piano. (Forlane, 1991)
- Wolfgang Holzmair, baryton, Imogen Cooper, piano. (Philips Classics, 1994)
- Thomas Quasthoff, baryton-basse, Justus Zeyen, piano. (Deutsche Grammophon 2000)
- Matthias Goerne, baryton, Alfred Brendel, piano. (Decca, 2003 Live at the Wigmore Hall, Londres)
- Werner Güra, ténor, Christoph Berner, piano (Harmonia Mundi, 2007)[2]
- Christoph Prégardien, ténor, Andreas Staier, pianoforte. (Challenge Classics, 2009)[3]
- Matthias Goerne, baryton, Christoph Eschenbach, piano (Harmonia Mundi, 2010-2011)[4]